# Cześć, pajacu
Cześć, pajacu (fr. Tchao pantin) – francuski dramat kryminalny z 1983 roku w reżyserii Claude'a Berri.

## Nagrody i nominacje
César
1984 wygrane
- w kategorii Najlepszy aktor Coluche
- w kategorii Najlepszy aktor drugoplanowy Richard Anconina
- w kategorii Najbardziej obiecujący aktor Richard Anconina
- w kategorii Najlepsze zdjęcia Bruno Nuytten
- w kategorii Najlepszy dźwięk Gérard Lamps i Jean Labussière

1984 nominacje
- w kategorii Najlepszy film
- w kategorii Najlepsza aktorka drugoplanowa Agnès Soral
- w kategorii Najlepszy reżyser Claude Berri
- w kategorii Najbardziej obiecująca aktorka Agnès Soral
- w kategorii Najlepsza muzyka filmowa Charlélie Couture
- w kategorii Najlepsza scenografia Alexandre Trauner
- w kategorii Najlepszy scenariusz adaptowany Claude Berri i Alain Page